# Quint Fabi Màxim Servilià
Quint Fabi Màxim Servilià (en llatí: Quintus Fabius Maximus Servilianus) era fill de Gneu Servili Cepió. Com que va ser adoptat per Quint Fabi Màxim Emilià va prendre el nom d'aquesta gens, ja que el seu nom abans era Quint Servili Cepió, i per això portava l'agnomen de Servilià, per indicar que venia de la gens Servília. Era germà uterí del cònsol del 141 aC Gneu Servili Cepió.
Va ser elegit cònsol l'any 142 aC, juntament amb Luci Cecili Metel Calb. Va tenir Hispània com a província. El senat li va donar dues legions, tres cents genets númides i deu elefants per dirigir la guerra contra Viriat. Va entrar a la Lusitània on es va enfrontar amb Viriat, al que va derrotar i amb qui finalment va signar un tractat de pau. Valeri Màxim li atribueix una censura, en data indeterminada, ja que no apareix als Fasti.